# رونان شيهان
رونان شيهان (بالإنجليزية: Ronan Sheehan)‏ (1953)؛ روائي أيرلندي.